# Kunti
Kunti (Sanskrit कुंती kuntī f.) ist eine Figur der indischen Mythologie im Mahabharata und die Mutter der älteren drei sowie die Ziehmutter der beiden jüngeren Pandavas. Folglich ist Kunti eine zentrale Figur des Epos. Im Bhagavatapurana sind 26 Gebete enthalten, die Kunti an den Beschützer ihrer Familie Krishna richtet, weshalb sie besonders im vishnuistischen Hinduismus als Vorbild für die Praktizierung des Bhakti-Yoga gilt.

## Mythos

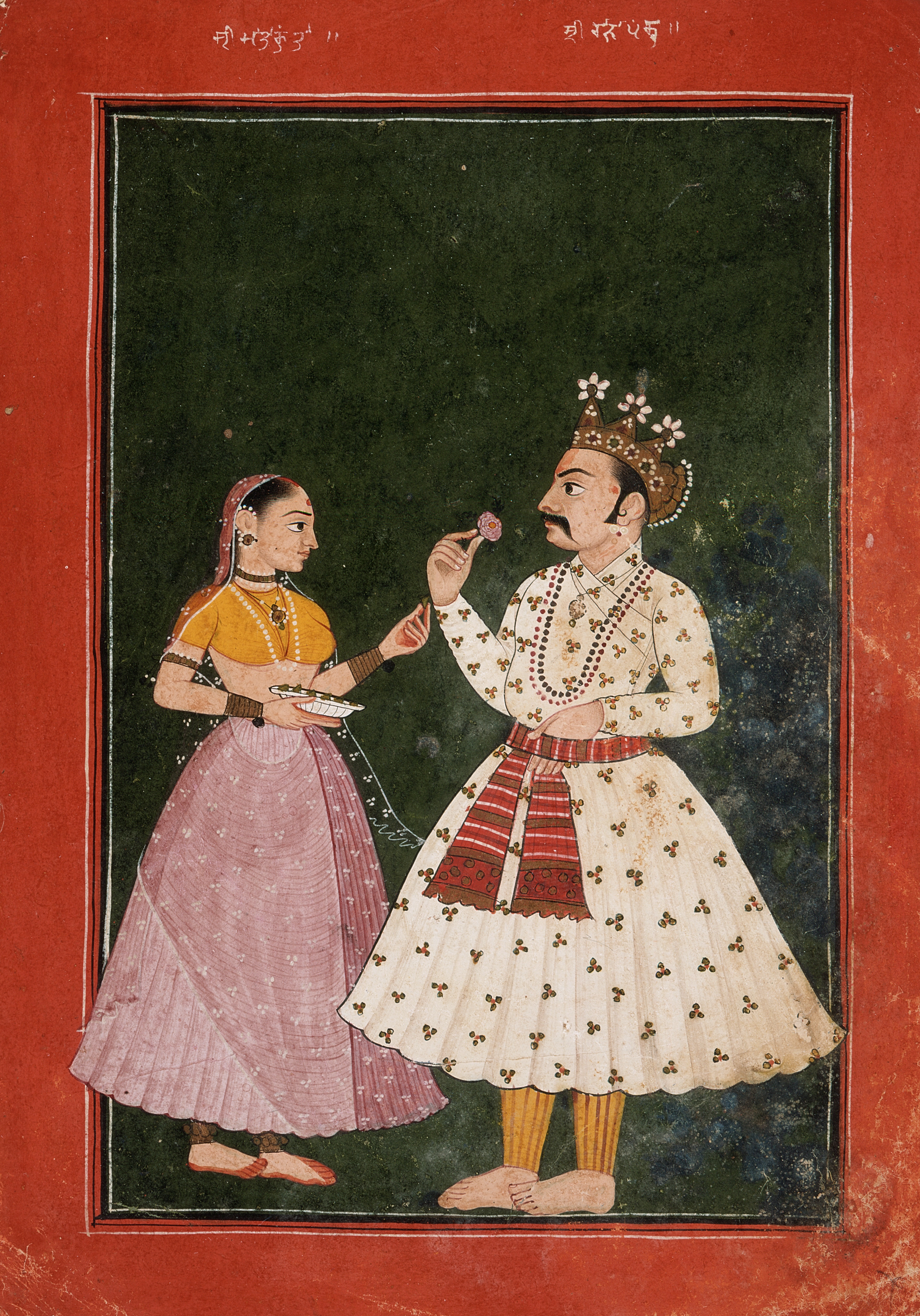
Kunti und ihr Gatte Pandu auf einem Gemälde aus Nordindien, um 1690

Pritha ist die schöne Tochter des Surasena, eines Königs der Yadu-Dynastie. Surasena lässt sie bei seinem kinderlosen Vetter Kuntibhoja aufwachsen, wo sie den Namen Kunti erhält und für das Wohlergehen seiner Gäste zuständig ist. Als einmal der weise Durvasas zu Gast ist, ist er von Kuntis selbstloser Dienstbereitschaft so erfreut, dass er ihr ein Geschenk macht: da er voraussieht, dass sie einen Mann haben wird, der wegen eines Fluchs keine Kinder wird zeugen können, lehrt er sie ein Mantra, mit dem sie einen beliebigen Gott anrufen und sich von diesem schwängern lassen kann. Wenig später ruft sie den Sonnengott Surya an und empfängt von ihm den Sohn Karna. Da sie jedoch unverheiratet ist, legt sie das Neugeborene in einen Korb und lässt diesen den Ganges hinabtreiben, in der Hoffnung, er würde gefunden und von einer anderen Familie großgezogen werden.
Sie heiratet König Pandu von Hastinapur, den jüngeren Bruder von Dhritarashtra, der wegen seiner Blindheit von der Thronfolge ausgeschlossen war und nur bei Abwesenheit Pandus regieren durfte. Als Pandu bei der Jagd versehentlich einen Einsiedler tötet, zieht er sich zur Buße mit seinen Frauen Kunti und Madri in die Wälder zurück und überlässt die Krone seinem älteren Bruder, bis ein zukünftiger Nachkomme die Herrschaft erhalten würde. Auf Geheiß ihres Mannes ruft Kunti dort die Verkörperung der religiösen Prinzipien Dharma an, von dem sie den tugendhaften Yudhishthira empfängt. Als Nächstes bittet er sie um einen Sohn mit außergewöhnlicher körperlicher Kraft, woraufhin sie den Windgott Vayu anruft und den zweiten Sohn Bhima auf die Welt bringt. Nach einem Jahr der Entsagung bittet er sie Indra anzurufen, von dem sie ihren dritten Sohn Arjuna empfängt. Madri zeugte unterdessen mit Hilfe des Mantras von Kunti die Zwillinge Nakula und Sahadeva mit den Ashvins, den Göttern des Sonnenauf- und -untergangs.
Wegen des Fluches verstirbt Pandu. Madri folgt ihrem Mann in den Tod, sodass die fünf Pandavas nun unter der alleinigen Obhut Kuntis stehen. Eine Gruppe Weiser bringt Kunti und die Pandavas nach Hastinapur, wo die Pandavas von Dhritarashtra und dessen Halbbruder Vidura eine höfische Erziehung erhalten und der älteste Sohn Yudhishthira bei Erreichen der Volljährigkeit die Herrschaft übernehmen soll. Dhritarashtra hatte aber mit seiner Frau Gandhari hundert Söhne, die Kauravas, von denen Duryodhana der älteste und auch ehrgeizigste ist, der den Thron selbst besteigen will. Unter der Anleitung Duryodhanas und mit Billigung Dhritarashtras verüben die Kauravas mehrere Attentate auf die thronberechtigten Pandavas. Als sie einmal Kunti mit den Pandavas in einen Schellackpalast locken und diesen in Brand stecken, können diese nur über einen Tunnel entkommen, dessen Lage ihnen zuvor von Vidura verraten wurde. Um weiteren Attentaten zu entgehen, verstecken sie sich ein Jahr lang im Wald.

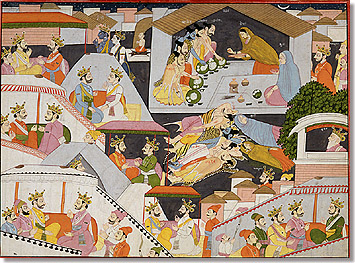
Kunti, die fünf Pandavas und ihre Gattin Draupadi. Miniatur in einer Handschrift des Mahabharata, um 1800

Nach der Rückkehr nach Hastinapur verlieren die Pandavas bei einem manipulierten Würfelspiel ihr Königreich und ihre gemeinsame Frau Draupadi an Duryodhana. Draupadi ist die Tochter König Drupadas und wurde von diesem an Arjuna gegeben. Als die fünf Pandavas mit ihr von Drupadas Hof nach Hause zu Kunti zurückkehrten, sagte diese ohne aufzublicken, dass ihre Söhne alles miteinander teilen sollten was sie mitgebracht haben, womit Draupadi die Frau aller Pandavas wurde. Die Pandavas erhalten Draupadi zwar von den Kauravas zurück, werden aber für dreizehn Jahre aus Hastinapur verbannt.

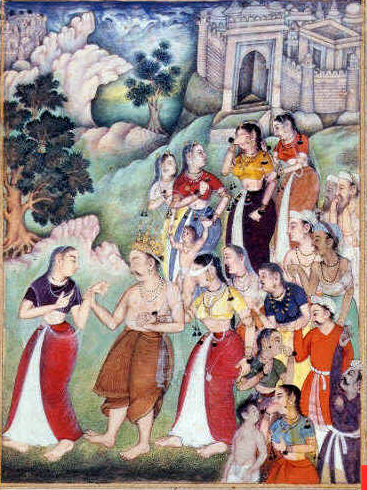
Kunti, Gandhari und Dhritarashtra verlassen Hastinapur und ziehen sich in die Wälder zurück. Miniatur in einer Handschrift des Razmnama, der Persischen Übersetzung der Mahabharata, 1598

Am Ende der dreizehn Jahre fordern die Pandavas ihr Königreich zurück, Duryodhana weigert sich aber seine Macht abzugeben und auch Vermittlungsversuche Krishnas fruchten nicht. Die beiden Familien beginnen ihre Verbündeten um sich zu scharen und sich für den Kampf zu rüsten. Kuntis ältester Sohn Karna, den diese als Säugling ausgesetzt hatte, wurde von Dhritarashtras Wagenlenker Adhiratha und dessen Frau Radha gefunden und aufgezogen. Später wurde er König von Anga und ist als dieser ein Verbündeter der Kauravas. Als der Kampf unausweichlich scheint, bittet Kunti ihn darum, auf Seiten seiner leiblichen Geschwister zu kämpfen, was dieser unter Hinweis auf seine Freundschaft zu Duryodhana ablehnt. Er verspricht ihr jedoch, seine Brüder – bis auf Arjuna – zu verschonen. Nach Bhishma und Drona, die in der Schlacht getötet wurden, wird Karna am 15. und 16 Tag der Schlacht Heerführer der Kauravas. Jetzt treffen sie im Kampf aufeinander und Arjuna tötet Karna.
Nach der Schlacht treffen sich die Pandavas erstmals nach vierzehn Jahren wieder mit ihrer Mutter Kunti. Als ihre Söhne die Macht übernommen haben, zieht sich Kunti mit ihren Schwagern Dhritarashtra und Vidura sowie mit Dhritarashtras Frau Gandhari in die Wälder zurück, wo sie bei einem Waldbrand ums Leben kommt.